# سعادة

علامة السعادة

السعادة هي إحساس داخلي يعكس الشعور بالفرح وجودة الحياة والرضا عنها. تُعتبر السعادة موضوعًا مهمًا في مجالات الفلسفة وعلم النفس وعلم الاجتماع. ويسعى الكثير من الناس للوصول إليها باعتبارها هدفًا أساسيًا في حياتهم. يختلف مفهوم السعادة من ثقافة إلى أخرى، ويشمل مجموعة متنوعة من المشاعر الإيجابية مثل الفرح والسرور والامتنان. على الرغم من أن السعادة تُعتبر تجربة شخصية، إلا أن هناك عوامل متعددة تؤثر عليها؛ بما في ذلك العلاقات الاجتماعية والصحة والظروف الاقتصادية. ومع تقدم الأبحاث في هذا المجال بدأ العلماء في دراسة الطريقة التي يتم من خلالها قياس مقدار السعادة وفهم العوامل التي تساهم في تحقيقها.

## السعادة حول العالم

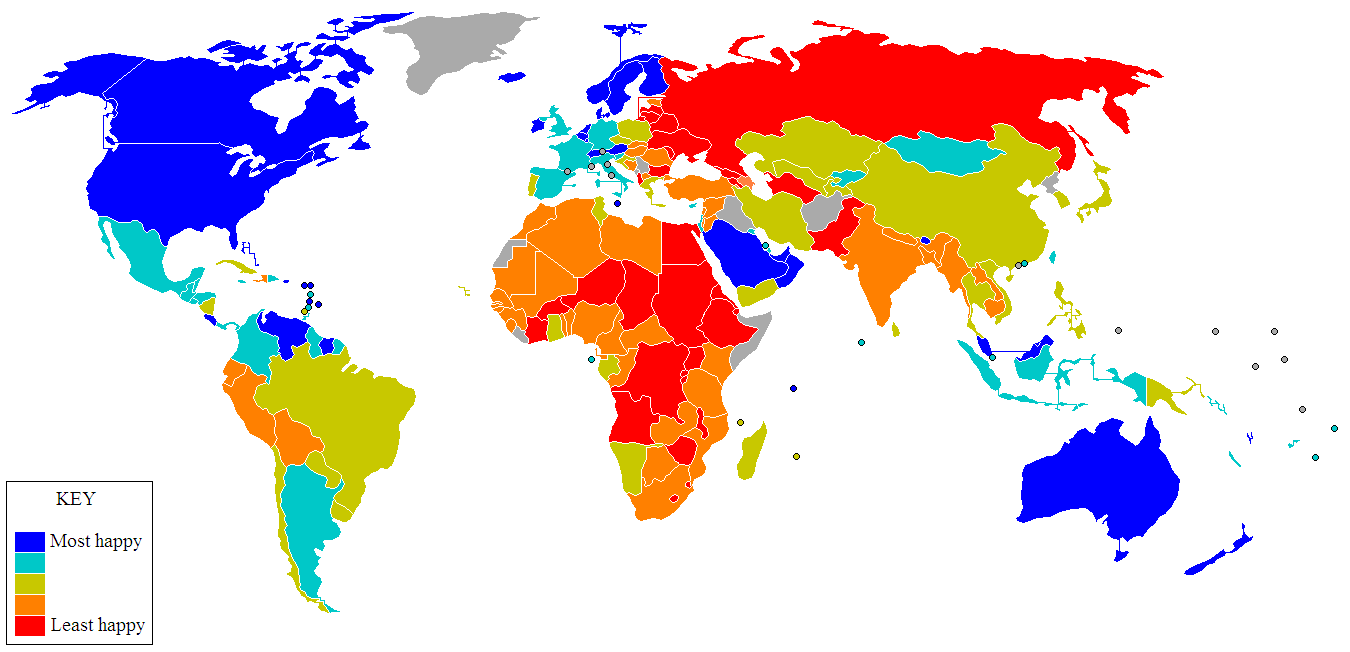
أكثر الدول سعادة باللون الأزرق الغامق ومن ثم الأزرق الفاتح ومن ثم الأخضر ومن ثم البرتقالي ومن ثم الأحمر الدول الملونة باللون الرمادي المعلومات غير متوفرة عنها

أجريت دراسة في المملكة المتحدة شملت 80 ألف شخص في كل أنحاء العالم عن السعادة؛ فكانت أكثر الدول سعادة هي الدنمارك تليها بفارق ضئيل سويسرا وبعدها النمسا، وجاءت مصر في المركز الـ 151، وفي ذيل القائمة جاءت زيمبابوي وبوروندي.
وقد قالت دراسة نشرتها صحيفة "ذي بريتيش ميديكال جورنال"، أن السعادة تنتقل بالعدوى ضمن أصدقاء أو أفراد الأسرة الواحدة لكن ليس بين زملاء العمل.

## الزواج والسعادة
بينت دراستان أجريتا في الولايات المتحدة في الأعوام 1957 و1976 أن هناك ارتباط بين الشعور بالسعادة وبين حالة الزواج وهذا التأثير أعلى لدى الذكور منه لدى الإناث ولدى الأكثر شبابا 
.

## من أنواع السعادة
وهناك محفز للسعادة والذي يؤدي إلى نوعي السعادة:
- السعادة القصيرة أي التي تستمر لفترة قصيرة من الزمن.
- السعادة الطويلة التي تستمر لفترة طويلة من الزمن (هي عبارة عن سلسلة من محفزات السعادة القصيرة)، وتتجدد باستمرار لتعطي الإيحاء بالسعادة الأبدية.

## الوسيلة التي تحفز الإنسان على إحساسه بالسعادة
إن ما نحتاجه حقًا لكي نجد السعادة في حياتنا هو أن نشعر بأننا ذو قيمة حقيقة في هذا العالم، هو أن يكون لحياتنا معنى، وأن نشعر بأننا نحدث فارق في هذه الحياة، وبأن لنا وجود حقيقي؛ وذلك لأن الإنسان يحتاج إلى أكثر من الأكل والشرب ليشعر بالسعادة في الحياة.
امتلاك كل مقومات العيش، وتحقيق الاكتفاء الذاتي، وكل متطلبات الراحة دون وجود هدف ومعنى للحياة لا يمكن أن يؤدي إلى الشعور بالسعادة، بالرغم من أنها قد تؤدي إلى الشعور بالمتعة المؤقته فقط.
السعادة ليست حالة من الرفاهية، أو المتعة، أو الانتقال من فرحة لأخرى؛ السعادة هي السعي الفعلي والعمل الدؤوب الذي يتوافق مع ما تحب القيام به، وترغب في تحقيقه.
السعادة الحقيقية هي الاستمتاع بعلاقاتك الخاصة والعيش في سلام وانسجام مع جسدك وعقلك، وروحك، والتقبل الكامل لذاتك ولما أنت عليه.
إن الوسائل التي تحفز الإنسان على إحساسه بالسعادة هي كيفية التأمل لوضع أهداف للنفس ليتم تحقيقها: الشخص المشغول دائماً والمثقل بأعباء العمل؛ فالطريقة الأكثر فاعلية له لكي يكون سعيداً ويبتعد عن الاكتئاب الذي يكتسبه مع دوامة العمل هو إحراز تقدم ثابت ومطرد لأهداف وضعها لنفسه.
وعلى الرغم من أن ذلك يبدو بسيطاً أو سهلاً، إلا إنه أسلوب صعب للوصول من خلاله لتحقيق السعادة، وبالطبع تختلف الأهداف من شخص لآخر، لكن الوسيلة في تحقيقها تتشابه عند مختلف الأشخاص ألا وهي التقدم الثابت والمطرد للوصول لأهداف ذات معنى، ووجود معنى أو مغزى لهذه الأهداف هو الذي يحقق السعادة وليس وضع الأهداف في حد ذاتها، لأن الشخص بإمكانه إحراز نجاحاً في أهداف وضعها لنفسه لكنها لا تخلق لديه الشعور بالسعادة.
تقوم السعادة على متطلبات ألا وهي التمتع بالصحة الجيدة مع دخل كافٍ لمقابلة الاحتياجات الأساسية، ووجود عاطفة في حياة الشخص، وانشغال الشخص بعمل منتج أو نشاط، وله أهداف للحياة محددة وقابلة للتحقق، والسلوك الطيب للشخص من عوامل تحقيق السعادة لنفسه، بالإضافة إلى المتطلبات السابقة، ينبغى أن يتوافر لدى الفرد المقدرة على إغفال مسببات التعاسة في حياته فإذا كنت أغنى أغنياء العالم ويتوافر لديك المال ولكن في غياب التمتع بالصحة أو الإغفال عن فن إدارة العلاقات مع الاخرين فلن تصل للسعادة.